# 恩佐·弗朗西斯科利
恩佐·弗朗西斯科利（Enzo Francescoli Uriarte，1961年11月12日—），乌拉圭足球巨星，在1997年退役，目前在阿根廷豪門河床擔任人事管理職位。

## 生平
他的职业生涯首次亮相时在乌拉圭本土球队蒙得维的亚流浪者。弗朗西斯科利在1986年世界杯與1990年世界杯期间都代表乌拉圭国家队出战。他在阿根廷豪门球会河床足球俱乐部效力过多年，弗朗西斯科利随后也出现在欧洲联赛之中，先后效力过巴黎競賽會、马赛和意大利球队卡利亚里和都灵。
弗朗西斯科利在球场上以优美流畅的动作而闻名，这些特质影响了法国中场控球大师齐内丁·齐达内。齐达内公开宣称弗朗西斯科利是他最敬仰的球员，并且将長子取名为恩佐(Enzo)，而弗朗西斯科利本人是在1996年的洲際杯(河床對上尤文圖斯，最後比數為0:1)賽前由席丹本人親口告知。
弗朗西斯科利被球迷称为「乌拉圭王子」（西班牙语El Principe，法语Le Prince，英语The Prince）。
他也是少数几位可以博得阿根廷球迷认可得外籍球员。2004年3月，弗朗西斯科利当选为国际足球联合会100佳球员，球王比利所编制的在世的最伟大的125名球员名单。
退休後，河床球迷和高層曾多次詢問他執教的意願，但他沒有答應，最後是以管理階層的身分回到了球團。現任河床的年輕總教練加拉多正是他引進的(加拉多是他第二次在河床時期的新人隊友)，河床在加拉多執教的短短數年內，已在2015及2018兩度贏得解放者盃。现今的弗朗西斯科利也是GOL电视台和Tenfield的副主席。

## 球队荣誉

### 烏拉圭國家隊
- U-20南美盃冠軍：1981年
- 耐赫姆盃（Nehim Cup）冠軍：1983年
- 美洲国家盃冠軍：1983年、1987年、1995年
- 世界盃十六強：1986年 、1990年

### 河床
- 阿甲冠軍：1986年、1994年春季联赛、1996年春季联赛、1997年秋季联赛、1997年春季联赛
- 南美解放者盃冠軍：1996年
- 南美超级盃亞軍：1997年
- 南美超級球隊盃冠軍：1997年

### 马赛
- 法甲冠軍：1989/90年

## 個人榮譽
- 南美足球先生：1984年、1995年
- 阿根廷联赛最佳射手：1985年、1986年、1994年、1996年
- 年度阿根廷联赛最佳球员：1985年、1995年
- 年度法国最佳外籍球员：1990年
- 阿根廷联赛进球第三多的外籍球员
- 河床队进球最多的外籍球员
- 美洲盃賽事最有價值球員：1983年、1995年
- 世界足球雜誌評選20世紀最偉大的100名足球員(第80名)
- FIFA100

## 軼事
自称是乌拉圭著名球隊的球迷。
| 前任： | 南美足球先生 1984年 | 繼任： |
| 前任： | 南美足球先生 1995年 | 繼任： |